# Hi-Teknology 2: The Chip
Hi-Teknology²: The Chip – album studyjny amerykańskiego producenta hip-hopowego Hi-Teka, wydany 17 października 2006 roku przez wytwórnię Babygrande Records. Album został w całości wyprodukowany przez Hi-Teka i w przeciwieństwie do jego pierwszego solowego albumu (Hi-Teknology), możemy na nim usłyszeć Hi-Teka podczas rapowania.

## Utwory
| #  | Tytuł                      | Producent(-ci)                   | Wykonawca(-cy)                                               |
| -- | -------------------------- | -------------------------------- | ------------------------------------------------------------ |
| 1  | "The Oracle (Intro)"       | Hi-Tek                           | *Interlude*                                                  |
| 2  | "The Chip"                 | Hi-Tek                           | Hi-Tek                                                       |
| 3  | "Keep It Moving"           | Hi-Tek, Daniel Jones             | Dion, Q-Tip, Kurupt                                          |
| 4  | "I Think I Got a Beat"     | Tony "Lil' Tone" Cottrell        | *Interlude*                                                  |
| 5  | "Can We Go Back"           | Hi-Tek, Firstman Productions     | Hi-Tek, Ayak, Talib Kweli                                    |
| 6  | "Josephine"                | Hi-Tek, The Willie Cottrell Band | The Willie Cottrell Band, Ghostface Killah, Pretty Ugly      |
| 7  | "March"                    | Hi-Tek                           | Busta Rhymes                                                 |
| 8  | "Where It Started At (NY)" | Hi-Tek                           | Dion, Jadakiss, Papoose, Talib Kweli, Raekwon                |
| 9  | "1-800-Homicide"           | Hi-Tek, Eric "Lil' E" Coomes     | Dion, The Game                                               |
| 10 | "Money Don’t Make U Rich"  | Hi-Tek                           | Phil Da Agony, Mitchy Slick, Krondon                         |
| 11 | "Baby We Can Do It"        | Hi-Tek, Young & Rich             | Czar*Nok                                                     |
| 12 | "Let It Go"                | Hi-Tek                           | Dion, Talib Kweli                                            |
| 13 | "People Going Down"        | Hi-Tek, The Willie Cottrell Band | The Willie Cottrell Band                                     |
| 14 | "So Tired"                 | Hi-Tek                           | Dion, Bun B, Devin the Dude, Pretty Ugly                     |
| 15 | "Music for Life"           | Hi-Tek                           | J Dilla, Nas, Marsha Ambrosius, Hi-Tek, Common, Busta Rhymes |

### Album w wersji "Limited edition"
| #  | Tytuł          | Producent(-ci) | Wykonawca(-cy)                             |
| -- | -------------- | -------------- | ------------------------------------------ |
| 16 | "How We Do It" | Hi-Tek         | Hi-Tek, Talib Kweli, Slim Thug, Snoop Dogg |
| 17 | "Time is Now"  | Hi-Tek         | Hi-Tek, Talib Kweli                        |
| 18 | "We Get Down"  | Hi-Tek         | Mos Def, Raphael Saadiq, Bootsy Collins    |